# Université du Hebei

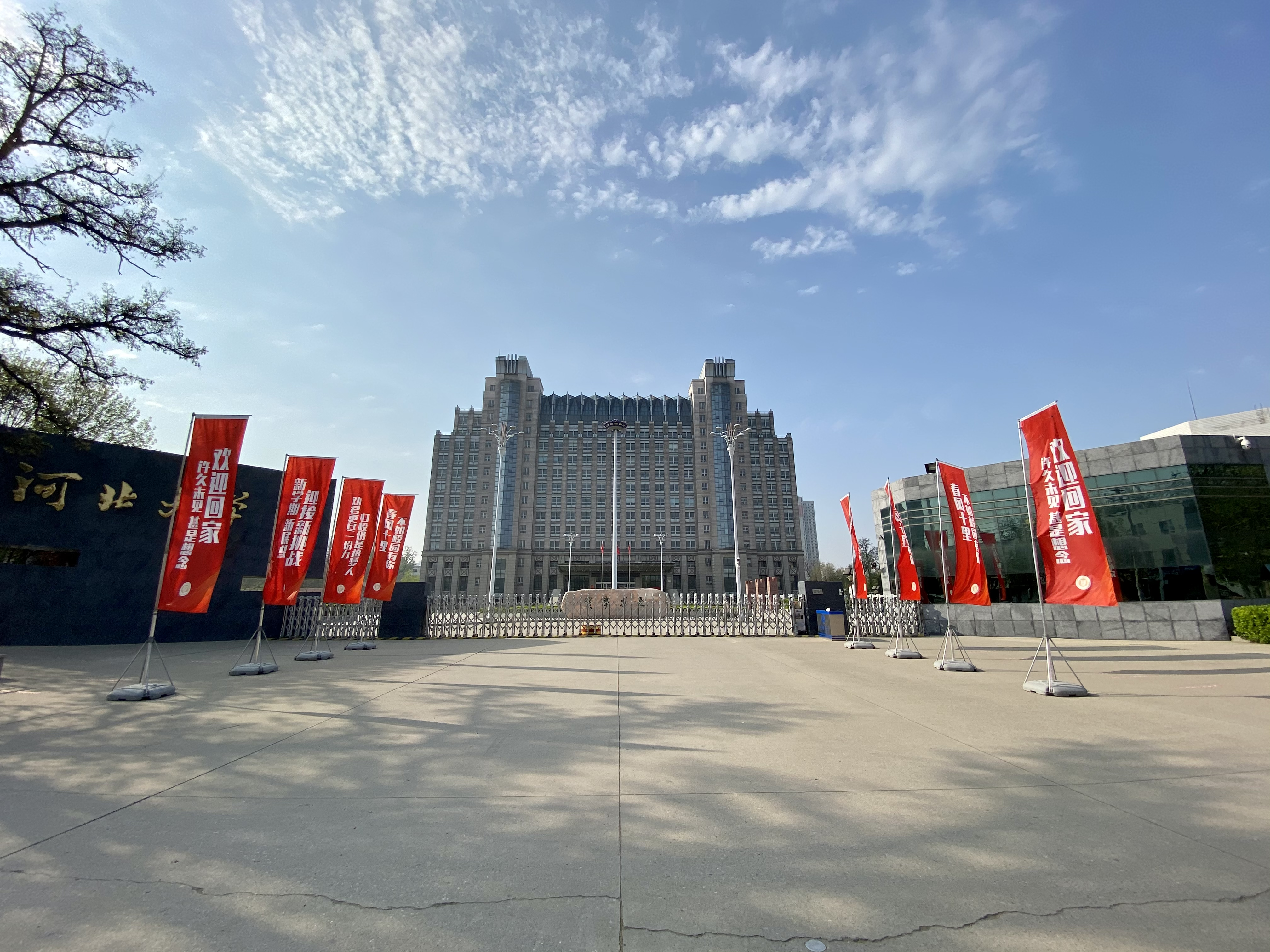
Entrée principale du campus de l'université du Hebei

L’université du Hebei (河北大学; pinyin: He Bei Da Xue) est la seule université polyvalente de la province chinoise du Hebei en Chine.

## Histoire
Gérée par le ministère de l'Éducation et la province du Hebei, l'université a été créée en 1921, sous le nom d'Université des Affaires de Tianjin, par l'Église catholique française. Par la suite, le nom a changé et est devenu Institut des Affaires de Tianjin, Université de Jingu, Institut normal de Tianjin et Université normale de Tianjin. En 1960, elle est une université renommée et, en 1970, elle transfère son siège social de Tianjin à la ville historique et culturelle de Baoding. En 2005, l'Institut professionnel de médecine a fusionné avec l'Université du Hebei.

## Composantes
S'étendant sur 2 440 arpents chinois et comptant 950 000 mètres carrés de la construction, l'université possède trois campus principaux : le campus central, le nouveau campus et le campus de médecine. En outre, elle possède la seule presse universitaire de la province, ainsi qu'un grand hôpital : l'Hôpital de l'Université du Hebei.
L'Université se compose 21 instituts universitaires :
- Institut des Lettres
- Institut de l'Histoire
- Institut de l'Information et de la Communication
- Institut de l'Économie
- Institut du Management
- Institut des Langues étrangères
- Institut de l'Éducation
- Institut politique et juridique
- Institut des Arts
- Institut des Mathématiques et de l'Informatique
- Institut des Sciences et des techniques physiques
- Institut de la Chimie et des Sciences de l'Environnement
- Institut de la Pharmacie
- Institut des Sciences de la Vie
- Institut de l'Ingénierie informatique et électronique
- Institut de l'Ingénierie architecturale
- Institut du Contrôle des Techniques et de la Qualité
- Institut de la Clinique
- Institut de l'Infirmerie
- Institut de la Médecine basique
- Institut technique professionnel de la Santé
- Département du Management de la Santé et de la Médecine préventive
- Institut des Affaires
- Institut de l'Éducation et de la Communication internationale
- Institut de l'Éducation des adultes

L'Université se compose aussi d'instituts coopérant avec des établissements d'enseignement supérieur :
- Institut de l'armée populaire
- Institut des Arts et des Artistes
- Institut des Arts du film

## Disciplines
L'Université a aujourd'hui :
- 6 domaines en post-doctorat : Pédagogie, Langue et littérature chinoise, Histoire, Chimie, Physique et Ingénierie optique.
- 12 formations en doctorat : Philosophie chinoise, Économie mondiale, Éducation de la Politique et de la Pensée, Histoire pédagogique, Langue et lettre chinoises, Littérature antique de la Chine, Histoire temporelle et moderne de la Chine, Histoire antique de la Chine, Chimie analytique, Chimie macromolécule et physique, Zoologie, Ingénierie optique.
- 127 formations en master et 5 formations en master spécial.